# 刘捷 (1970年)
刘捷（1970年1月—），江苏丹阳人，高级工程师，中华人民共和国政治人物。本科毕业于北京科技大学冶金系冶金工程专业，后又分别于武汉科技大学钢铁冶金专业和中国地质大学经济管理学院资源产业经济专业取得硕士和博士学位。现任中共浙江省委副书记，浙江省人民政府省长、党组书记，是中共第二十届中央候补委员。

## 生平

### 早年
1988年9月，刘捷进入北京科技大学冶金系学习。并于1992年8月参加工作，1996年12月加入中国共产党。

#### 湖南省
1992年8月，刘捷大学毕业后赴湘潭钢铁集团有限公司工作，担任公司炼钢厂、一炼钢厂技术员。1996年10月，任湘钢第二炼钢厂转炉车间副主任（副科级）。1998年5月，任转炉车间主任（正科级）。1998年7月，任第二炼钢厂副厂长（副处级）。2000年3月，任第二炼钢厂厂长（正处级）。2003年3月，任湘钢总经理助理、第二炼钢厂厂长。2003年7月，任湘潭钢铁集团有限公司总经理助理。2003年12月，任湘潭钢铁集团有限公司副总经理。2005年7月，任湘潭钢铁集团有限公司总经理、执行董事（法人代表）。
2008年8月，任湖南省商务厅厅长、党组书记，成为全中国大陆首位70后省级政府组成部门主官。
2011年6月，兼任长株潭“两型社会”建设综合配套改革试验区工委副书记。

#### 江西省
2011年12月，调至江西省工作，任中共新余市委副书记，新余市人民政府代市长、市长。
2013年8月，任中共新余市委书记，成为江西省当时最年轻的市委书记。
2016年9月，任中共江西省委副秘书长（正厅级）。
2016年11月，任中共江西省委常委、秘书长，成为全国首位“70后”省级党委常委。

#### 贵州省
2018年5月，任中共贵州省委常委、秘书长。
2020年7月，兼任中共贵州省委组织部部长。9月，卸任省委秘书长。

#### 浙江省
2021年12月，任中共浙江省委常委、杭州市委书记，打破了近30年来杭州市委书记由浙江本省领导担任的惯例。任内，2022年亚洲运动会在杭州举行。
2022年10月，在中共二十大上当选为第二十届中共中央候补委员。
2023年10月，任中共浙江省委副书记、杭州市委书记。
2024年12月，任浙江省人民政府党组书记、代理省长，晋升正部级。
2025年1月，正式当选浙江省人民政府省长，成为中国首位70后省长。2025年1月，浙江省人民政府发布2025年政府工作报告重点工作责任分解，刘捷负责政府投资基金发展、预算改革、政府系统全面从严治党。